# 古典式つづり (オック語)
古典式つづり（オック語: Nòrma classica）は現代オック語の表記法の一。トルバドゥール詩の栄えた中世の文献の表記に現代的な改良を加える形で作られたもので、20世紀初頭からその試みが始まり、現在の形に定まった。20世紀後半にミストラル式つづり（Nòrma mistralenca）にかわって普及し、現在はオック語の表記において主流の地位にある。
オック語の表記法にはほかに、ボノー式つづり（Nòrma bonaudiana）とエスコロダウポ式つづり（Nòrma de l'Escòla dau Pò）がある。